# Hydrocotyle feaniana
Hydrocotyle feaniana är en växtart i släktet Hydrocotyle och familjen araliaväxter.
Arten är endemisk på Marquesasöarna i Franska Polynesien. Den beskrevs av Forest Buffen Harkness Brown 1935.